# Dodecaedru trunchiat
În geometrie dodecaedrul trunchiat este un poliedru arhimedic. Se obține dintr-un dodecaedru regulat prin îndepărtarea a douăzeci de piramide, câte una din fiecare vârf al dodecaedrului. Astfel, fețele pentagonale ale dodecaedrului inițial devin decagoane, iar vârfurile devin triunghiuri echilaterale. Are 32 de fețe regulate (20 de triunghiuri și 12 decagoane), 90 de laturi și 60 de vârfuri. Deoarece fiecare dintre fețele sale are simetrie față de centru, dodecaedrul trunchiat este un zonoedru.
Poliedrul său dual este icosaedrul triakis.
Poate tesela spațiul hiperbolic sub forma fagurelui icosaedric bitrunchiat, caz în care este tranzitiv pe celule.
Are indicele de poliedru uniform U26, indicele Coxeter C29 și indicele Wenninger W10.

## Aria și voluml
Aria A și volumul V al dodecaedrului trunchiat cu lungimea laturii a sunt:
{\displaystyle {\begin{aligned}A&=5\left({\sqrt {3}}+6{\sqrt {5+2{\sqrt {5}}}}\right)a^{2}&&\approx 100,990\,76~a^{2}\\V&={\tfrac {5}{12}}\left(99+47{\sqrt {5}}\right)a^{3}&&\approx 85,039\,6646~a^{3}\end{aligned}}}

## Coordonate carteziene
Coordonatele carteziene ale vârfurilor unui dodecaedru trunchiat cu lungimea laturii 2φ − 2, centrat în origine, sunt permutările a:
{\displaystyle \left(\,0,\,\pm (\varphi -1),\,\pm (\varphi +2)\,\right)}
{\displaystyle \left(\,\pm (\varphi -1),\,\pm \varphi ,\,\pm 2\varphi \,\right)}
{\displaystyle \left(\,\pm {\varphi },\,\pm 2,\,\pm (\varphi +1)\,\right)}
unde {\displaystyle \varphi ={\frac {1+{\sqrt {5}}}{2}}} este secțiunea de aur.

## Proiecții ortogonale
Dodecaedrul trunchiat are cinci proiecții ortogonale particulare, centrate: pe un vârf, pe două tipuri de laturi și pe două tipuri de fețe. Ultimele două corespund planelor Coxeter A2 și H2
| Centrată pe         | Vârf | Latură 3-10 | Latură 10-10 | Față triunghi | Față decagon |
| ------------------- | ---- | ----------- | ------------ | ------------- | ------------ |
| Imagine             |      |             |              |               |              |
| Cadru de sârmă      |      |             |              |               |              |
| Simetrie proiectivă | [2]  | [2]         | [2]          | [6]           | [10]         |
| Dual                |      |             |              |               |              |

## Pavări sferice și diagrame Schlegel
| Proiecții ortogonale | Proiecții stereografice | Proiecții stereografice |
| -------------------- | ----------------------- | ----------------------- |
|                      | Centrată pe decagon     | Centrată pe triunghi    |
|                      |                         |                         |

Diagramele Schlegel sunt similare cu o proiecție în perspectivă cu muchii drepte.
Dodecaedrul trunchiat poate fi reprezentat și ca o pavare sferică și proiectat în plan printr-o proiecție stereografică. Această proiecție este conformă, conservând unghiurile, dar nu și ariile sau lungimile. Liniile drepte pe sferă sunt proiectate în plan ca arce de cerc.

## Dispunerea vârfurilor
Are aceeași dispunere a vârfurilor cu trei poliedre uniforme neconvexe:
| Dodecaedru trunchiat | Marele icosicosidodecaedru | Marele dodecicosidodecaedru ditrigonal | Marele dodecicosaedru |

## Poliedre și pavări înrudite

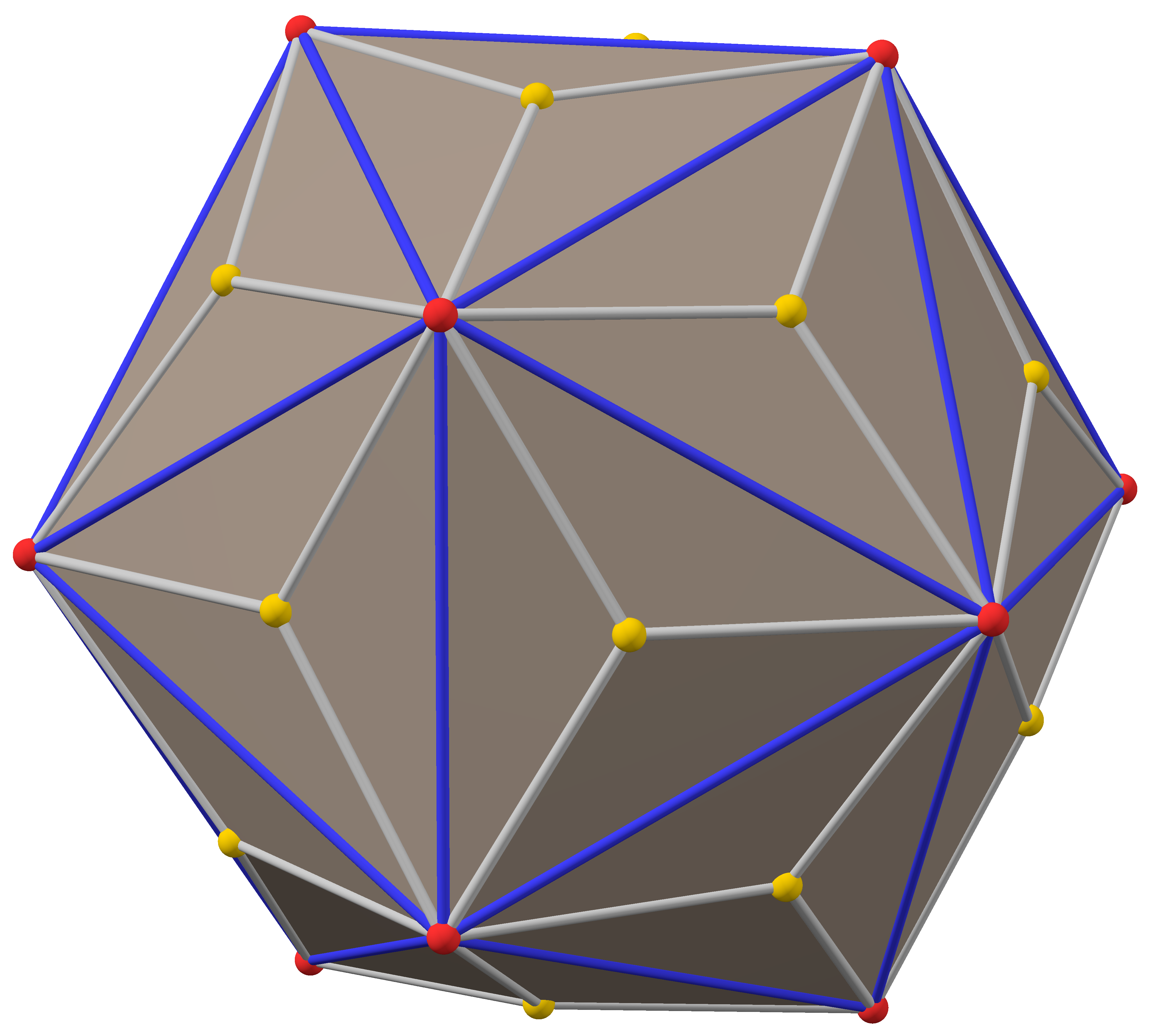
Dual, icosaedru triakis

Face parte din procesele de trunchiere între un dodecaedru și un icosaedru:
| Familia de poliedre icosaedrice uniforme | Familia de poliedre icosaedrice uniforme | Familia de poliedre icosaedrice uniforme | Familia de poliedre icosaedrice uniforme | Familia de poliedre icosaedrice uniforme | Familia de poliedre icosaedrice uniforme | Familia de poliedre icosaedrice uniforme | Familia de poliedre icosaedrice uniforme |
| Simetrie: [5,3], (*532)                  | Simetrie: [5,3], (*532)                  | Simetrie: [5,3], (*532)                  | Simetrie: [5,3], (*532)                  | Simetrie: [5,3], (*532)                  | Simetrie: [5,3], (*532)                  | Simetrie: [5,3], (*532)                  | [5,3]+, (532)                            |
| ---------------------------------------- | ---------------------------------------- | ---------------------------------------- | ---------------------------------------- | ---------------------------------------- | ---------------------------------------- | ---------------------------------------- | ---------------------------------------- |
|                                          |                                          |                                          |                                          |                                          |                                          |                                          |                                          |
|                                          |                                          |                                          |                                          |                                          |                                          |                                          |                                          |
| {5,3}                                    | t{5,3}                                   | r{5,3}                                   | t{3,5}                                   | {3,5}                                    | rr{5,3}                                  | tr{5,3}                                  | sr{5,3}                                  |
| Duale ale poliedrelor uniforme           |                                          |                                          |                                          |                                          |                                          |                                          |                                          |
|                                          |                                          |                                          | Fișier:PentakisDodecahedron.svg          |                                          |                                          |                                          |                                          |
| V5.5.5                                   | V3.10.10                                 | V3.5.3.5                                 | V5.6.6                                   | V3.3.3.3.3                               | V3.4.5.4                                 | V4.6.10                                  | V3.3.3.3.5                               |

Acest poliedru este înrudit topologic ca parte a secvenței de poliedre trunchiate uniforme cu configurațiile vârfurilor (3.2n.2n) și simetriile grupului Coxeter [n,3].
| Figuri trunchiate |        |        |        |          |          |          |          |        |
| Schläfli          | t{2,3} | t{3,3} | t{4,3} | t{5,3}   | t{6,3}   | t{7,3}   | t{8,3}   | t{∞,3} |
| Figuri triakis    |        |        |        |          |          |          |          |        |
| Config.           | V3.4.4 | V3.6.6 | V3.8.8 | V3.10.10 | V3.12.12 | V3.14.14 | V3.16.16 | V3.∞.∞ |